# Флективні мови
Флективні мови — мови, в яких у вираженні граматичних значень провідну роль відіграє флексія (закінчення). До флективних мов належать індоєвропейські та семіто-хамітські. Українська мова належить до синтетичного типу флективних мов.

## Загальний опис
На відміну від аглютинативних мов, де афікси є однозначними, стандартними і механічно приєднуються до повних слів, у флективних мовах закінчення є багатозначним, нестандартним, приєднується до основи, яка зазвичай без флексії не вживається, і органічно зливається з основою, утворюючи єдиний сплав, внаслідок чого на стику морфем можуть відбуватися різні зміни. Формальне взаємопроникнення контактуючих морфем, яке призводить до стирання меж між ними, називають фузією. Звідси й друга назва флективних мов — фузійні.
Флективні мови поділяють на синтетичні та аналітичні.